# Władca dusz
Władca dusz (ang. Rumpelstiltskin) – amerykański horror z 1995 roku w reżyserii Marka Jonesa. Wyprodukowany przez Spelling Films.

## Opis fabuły
Shelley (Kim Johnson Ulrich) kupuje figurkę, o której krąży legenda, że ma niezwykłą moc. Wypowiadając swoje życzenie, nieświadoma zagrożenia kobieta budzi Rumpelstiltskina. Zły karzeł spełnia jedno jej życzenie. Przychodzi jednak czas zapłaty - Shelley musi oddać mu swojego synka.

## Obsada
- Max Grodénchik jako Rumpelstiltskin
- Kim Johnston Ulrich jako Shelly Stewart
- Tommy Blaze jako Max Bergman
- Allyce Beasley jako Hildy
- Vera Lockwood jako Matilda
- Jay Pickett jako Russell Stewart
- Sherman Augustus jako John McCabe

i inni